# Walter H. Price
Walter Price a fost un jucător de fotbal englez. Este unul dintre fondatorii clubului Aston Villa și deține distincția de a fi primul căpitan al clubului din istorie.